# Morlockk Dilemma
Morlockk Dilemma, eigentlich Falko Luniak (* 11. September 1981 in Leipzig), ist ein deutscher Rapper und Musikproduzent aus Leipzig, der zuletzt über das Berliner Independent-Label Spoken View seine Werke veröffentlichte.

## Biografie
Aufgewachsen im Leipziger Stadtteil Grünau, kam Luniak schon früh mit Graffiti in Kontakt. 1997, nach einem Wohnortswechsel, beschäftigte er sich erstmals mit Rap. In den Folgejahren schrieb er seine ersten Texte, bis er sich im Jahr 2000 der Crew NahOstK (NOK) aus Leipzig anschloss, der er noch heute angehört. Diese Crew und er verkauften zu jener Zeit erste Tapes (Musikkassetten), vorerst jedoch ohne Vertrieb. Im Jahr 2003 veröffentlichte er sein erstes Solotape Egoshooter.
Luniak studierte Journalistik. Seine Bachelorarbeit schrieb er zum Thema Interdependenz zwischen Medien und Kultur am Beispiel der HipHop-Szene in Deutschland.
Über das später gegründete Independent-Label Snuffpro brachte Luniak alias Morlockk Dilemma 2006 sein Album Index Finest heraus, das ihm erstmals deutschlandweite Resonanz einbrachte. So kürte die Juice Index Finest als „Demo des Monats“. Mit dem Rapper V-Mann, der sich heute Hiob nennt, begann Morlockk Dilemma Anfang 2006 an einem gemeinsamen Album zu arbeiten. 2007 wurde das Kollaboalbum Hang zur Dramatik über das Label Snuffpro veröffentlicht (mittlerweile erschien ein Re-Release über Spoken View). Zusammen mit seinen Crewmitgliedern Choleriker und Desert D nahm Dilemma im gleichen Jahr an der Battleveranstaltung Feuer über Deutschland 2 teil.
2008 erschien Dilemmas zweites Soloalbum Omnipotenz in D-Moll über das Label Snuffpro. Zudem nahm Morlockk Dilemma erstmals am Hip-Hop- und Reggaefestival Splash sowie an der dritten Ausgabe von Feuer über Deutschland teil. Im gleichen Jahr erschien das Mixtape Der leuchtende Pfad, welches Snuffpro kostenlos zum Download bereitstellte.
Nachdem im Frühjahr 2009 das Label Snuffpro die Beendigung des Musikvertriebes bekannt gab, wurde das zweite Kollaboalbum Apokalypse Jetzt über das Independent-Label Spoken View veröffentlicht. Weder Hiob noch Morlockk Dilemma sind vertraglich an das Label gebunden. Das Juice Magazin kürte Apokalypse Jetzt zum zweitbesten deutschsprachigen Rap-Album 2009.
Im Juni des Jahres 2009 nahm Morlockk Dilemma zum wiederholten Mal am Splash teil, für Hiob hingegen war es der erste Auftritt beim Splash-Festival. Seit dem 22. Oktober moderiert Dilemma die alle 2 Wochen erscheinende Radiosendung Bodega auf ByteFM.
Am 1. Mai 2010 wurde das Mixtape Der eiserne Besen veröffentlicht, das von der Juice als Mixtape des Monats ausgezeichnet wurde. Das Album Der eiserne Besen 2 erschien im Jahr 2015. Morlockk Dilemma zufolge stellt die Besen-Reihe einen „Spielplatz für die ganzen Battlerap-Sachen“ dar und kündigte an, in zukünftigen Alben starker zwischen Battlerap und Persönlichem unterscheiden zu wollen.
Morlockk Dilemma veröffentlichte am 28. Februar 2011 sein drittes Soloalbum Circus Maximus. Im Vorfeld gab es ein Urheberrechtsproblem, da das Cover Teile der Illustration des Covers von Amar Pra Viver ou Morrer de Amor (1982) von dem brasilianischen Künstler Erasmo Carlos enthielt. Das Coverartwork wurde wenige Tage darauf abgeändert.
Auf dem 2013 erschienenen Album Der Wolf im Schafspelz von DCVDNS war er im Lied Wir reiten ein als Featuregast vertreten.
Am 28. Februar 2014 veröffentlichte Morlockk Dilemma das Kollabo-Album Kapitalismus Jetzt mit Hiob.
Auf dem Album Musik ist keine Lösung von Rapper Alligatoah wirkte er an dem Lied Das bedeutet Krieg mit.
Am 13. Februar 2017 veröffentlichte Morlockk Dilemma zusammen mit dem Musikproduzenten Brenk Sinatra die Doppel-EP Hexenkessel.
Am 2. August 2019 erschien das Album Herzbube.
Seit Silvester 2019 führt er einen unregelmäßig erscheinenden Podcast namens „Kamingeflüster“ auf seinem Youtube-Kanal.

## Name
Der Name Morlockk bezieht sich auf die unterirdisch lebende Menschenrasse in dem Roman Die Zeitmaschine und soll metaphorisch auf den Untergrundrap anspielen. Den Zweitnamen Dilemma begründet der Rapper damit, dass er ein Dilemma für andere Rapper darstelle. Andererseits gab es in seinem Leben auch Dilemmasituationen, in denen zwischen zwei Wahlmöglichkeiten entschieden werden musste.

## Trivia
- Morlockk Dilemma ist im Musikvideo von Kool Savas’ Single Rapfilm zu sehen.[19]
- In seiner Jugend war Falko Luniak Redakteur beim freien Radiosender Radio Blau.
- Mehrfach war Morlockk Dilemma Gast bei der Hip-Hop Sendung Mixery Raw Deluxe.
- Morlockk Dilemma saß 2012 in der Jury der VBT Splash!-Edition.
- Im Halbfinale der VBT Splash!-Edition 2012 parodiert BattleBoi Basti Jurymitglied Dilemma und featured sich selbst unter dem Pseudonym Mohrenkopf Dilemma.
- In einer Analyse der Größe des Wortschatzes deutscher Rapper, die vom Bayerischen Rundfunk durchgeführt wurde, belegte Morlockk Dilemma Platz 1.[20][21]

## Stil
Auffallend sind vor allem die kraftvollen Raps Dilemmas, welche meist keine Pausen beinhalten und durch einen ausgeprägten Stakkato gekennzeichnet sind. Dilemma verfügt darüber hinaus über eine sehr eigene Stimmfarbe, Betonung und Aussprache, die es neuen Zuhörern oft schwer macht, die Texte ohne Hilfsmittel in ihrer Gänze richtig zu verstehen. Die meisten Texte können dabei dem Punchline- beziehungsweise Battle-Rap zugeordnet werden. Einige Lieder Dilemmas beinhalten aber auch Elemente des Storytelling. Zudem macht er ausschweifenden Gebrauch mehrsilbiger End- und Binnen-Reime und kombiniert Bildungs- mit Alltags- und Jugendsprache.

„Der Leipziger ist kein Leichtgewicht. Texte, Attitüde, stockdüstere Beats - beinahe jeder der zwanzig Tracks knurrt und fletscht die Zähne, bereit, sich sofort in die Knöchel eines jeden zu verbeißen, der nicht genau aufpasst.“

## Produktion
Morlockk Dilemma ist nicht nur als Rapper aktiv, sondern produziert viele seiner Beats selbst. So stammt ein Großteil der Musik auf dem Album Circus Maximus beispielsweise von ihm. Der Stil seiner Beats ist ähnlich düster wie der Rapstil. Vielfach wurden die verwendeten Beats mit denen vom Wu-Tang-Clan verglichen. Dabei stützt sich der Vergleich vor allen Dingen auf die Verwendung von Samples und Drumloops, die zerschnitten und neu zusammengesetzt werden. Im Gegensatz zu dem Produzenten RZA vom Wu-Tang-Clan greift Morlockk Dilemma für seine Beats allerdings seltener auf Funk und Soul zurück, sondern sampelt obskure Film- oder Librarymusik. Die Musik, die Morlockk Dilemma sampelt stammt nach eigener Aussage aus der Zeit zwischen 1965 und 1985. Seit 2011 veröffentlicht er seine Produktionen unter dem Pseudonym Morlockko Plus. Unter diesem Namen erschienen bisher drei EPs und vier „Instrumental-Hörspiele“.
2014 gründeten Hiob und Morlockk Dilemma das Label Mofo Airlines, unter welchem bislang ausschließlich Releases veröffentlicht wurden, an denen zumindest einer der beiden auch als Rapper beteiligt war.

## Diskografie
Studioalben
- 2003: Egoshooter (CD)
- 2006: Index Finest (CD)
- 2008: Omnipotenz in D-Moll (CD)
- 2011: Circus Maximus (CD/LP)
- 2013: Egoshooter – 10 Jahre Jubiläumsedition (CD/LP)
- 2013: Phantasm-O-Rama – Re-Release von Index Finest und Omnipotenz in D-Moll (CD/LP)
- 2019: Herzbube (CD/LP)
- 2023: Am Grund (CD/LP)
- 2024: Am Grund (Remixes)   (LP)

Kollaboalben
- 2007: Hang zur Dramatik (mit V.Mann) (CD)
- 2009: Apokalypse jetzt (mit Hiob) (CD/LP)
- 2014: Kapitalismus Jetzt (mit Hiob) (CD/LP)
- 2015: Kannibalismus Jetzt (mit Hiob) (CD/LP) – Remix-Album vom Kapitalismus Jetzt
- 2015: Apokalypse Jetzt (Omega Edition) (mit Hiob) – Re-Release inkl. der Postapakalypse jetzt-EP (LP)
- 2017: Hexenkessel EP1+2 (mit Brenk Sinatra) (CD/LP)
- 2020: Isegrim (mit Superior) (LP)
- 2025: Die Legende vom Café Morena (mit Shacke One) (LP)

Kollabo-EPs
- 2010: Postapokalypse jetzt (mit Hiob) (12"-EP)
- 2012: Weihnachten im Elfenbeinturm (mit Dexter) (CD/12"-EP)
- 2012: 10 Years HHV.de-45, Teil 4/10 (mit Sylabil Spill, Retrogott, Hulk Hodn und Twit One) (7"-EP)
- 2013: Roh.kalt (mit Sylabil Spill) (12"-EP)
- 2014: Van Gogh (Snowgoons und Ill Bill) (12"-EP)
- 2015: Das bedeutet Krieg (mit Alligatoah)
- 2017: Cognac REMIX (mit Brenk Sinatra) (7"-Single)
- 2018: Pestizid (mit Conway the Machine und Blood Spencore) (produziert von Whatson)

Mixtapes
- 2003: Egoshooter (MC)
- 2008: Der leuchtende Pfad (mit V.Mann u. a.) (MP3)
- 2010: Der eiserne Besen (CD)
- 2015: Der eiserne Besen 2 (CD/LP)

NahOstK Sampler
- 2001: Diverse auf Snuff
- 2002: Diverse auf Snuff2
- 2003: Diverse auf Asepsis
- 2003: Diverse auf 50 Hertz
- 2005: Diverse auf Minte Beatz Kapitel 6

Sonstige
- 2008: Gebieter (Juice-Exclusive! auf Juice-CD #83)
- 2008: Ansage Ost (feat. Joe Rilla, Dissziplin, Six Eastwood, Abroo, Zoit, Hammer & Zirkel, Damion Davis und Dra-Q) (Juice Exclusive! auf Juice-CD #90)
- 2008: Es reicht (feat. Abroo & Damion Davis) (Juice Exclusive! auf Juice-CD #92)
- 2008: Wir sind Leipzig (feat. Omik K.)
- 2009: Niemand (feat. JAW) (Juice Exclusive! auf Juice-CD #99)
- 2009: Es fließt in meinem Blut (feat. Kool Savas & MoTrip) (Juice Exclusive! auf Juice-CD #100)
- 2009: LH Shit (feat. Animus)
- 2009: Schwarze Nelken (feat. Damion Davis) (Juice Exclusive! auf Juice-CD #100)
- 2010: Der eiserne Besen (feat. DJ D-Fekt) (Juice Exclusive! auf Juice-CD #107)
- 2010: Rohes Fest (feat. DJ Mirko Machine) (free Download auf Spoken View|Spoken View-Records)
- 2014: Notarzt (mit Hiob)
- 2015: Betaversion (feat. Edgar Wasser) (auf Juice-CD #130) (auch als Produzent als Morlockko Plus)
- 2021: Circus Maximus (10 Jahre Remaster)

als Morlockko Plus
- 2011: Morlockko Plus – The Instrumentals EP #1
- 2012: Morlockko Plus – The Instrumentals EP #2
- 2013: Morlockko Plus Remixes Necro
- 2016: Morlockko Plus – The Instrumentals EP #3
- 2018: Morlockko Plus – Zurück im Laboratorium
- 2018: Morlockko Plus – Im Großstadtdschungel
- 2018: Pestizid Morlockko Plus Remix
- 2019: Morlockko Plus – Kampf um Lesbos
- 2019: Morlockko Plus – Turbulenzen über Honolulu
- 2020: Dessveta Versus Morlockko Plus - Monda Regado
- 2020: Morlockko Plus – Der Ripper Vom Humboldthain
- 2021: AzudemSK Vs. Morlockko Plus – 6000 Fuß Über Bayreuth
- 2021: Eloquent Vs. Morlockko Plus – Scheitern Als Kunst
- 2022: Morlockko Plus - Der Schatz im Plötzensee
- 2023: Samy Deluxe, Morlockko Plus - Daddy’s Home
- 2024: Samy Deluxe, Morlockko Plus - Members Only
- 2025: Sonnyjim, Morlockko Plus - Less Labour More Fruit

## Auszeichnungen
SKILLZ HipHop-Award
- 2017: für den besten Künstler außerhalb Leipzigs („Props aus Leipzig“)[28][29]